# Lowestoft Town F.C.
Lowestoft Town FC là một câu lạc bộ bóng đá bán chuyên nghiệp đến từ Lowestoft, Suffolk, Anh. Đội bóng hiện thi đấu tại Isthmian League North Division và có sân nhà ở Crown Meadow.

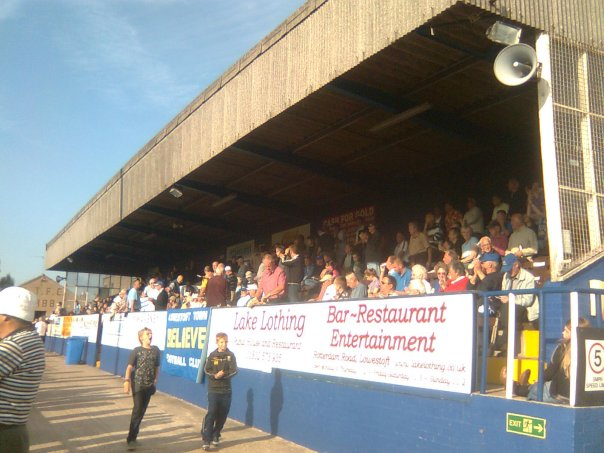
Khán đài chính sân vận động Crown Meadow

## Danh hiệu
- Isthmian League
  - Đội thắng trận play off Premier Division mùa giải 2013–14
  - Vô địch Division One North mùa giải 2009–10
- Eastern Counties League
  - Vô địch các mùa giải 1935–36 (đồng vô địch), 1937–38, 1962–63, 1964–65, 1965–66, 1966–67, 1967–68, 1969–70, 1970–71, 1977–78, 2005–06, 2008–09
  - Vô địch League Cup các mùa giải 1938–39, 1954–55, 1965–66, 1966–67, 1968–69, 1975–76, 1977–78, 1983–84, 2000–01, 2006–07
- Norfolk & Suffolk League
  - Vô địch các mùa giải 1897–98, 1898–99, 1900–01, 1901–02, 1902–03, 1903–04, 1928–29, 1930–31
- North Suffolk League
  - Vô địch các mùa giải 1897–98, 1898–99, 1899–1900, 1900–01, 1902–03, 1903–04, 1904–05
- Suffolk Premier Cup
  - Vô địch các mùa giải 1966–67, 1971–72, 1974–75, 1978–79, 1979–80, 1999–2000, 2000–01, 2004–05, 2005–06, 2008–09, 2011–12, 2014–15, 2015–16
- Suffolk Senior Cup
  - Vô địch các mùa giải 1902–03, 1922–23, 1923–24, 1925–26, 1931–32, 1935–36, 1946–47, 1947–48, 1948–49, 1955–56
- East Anglian Cup
  - Vô địch các mùa giải 1929–30, 1970–71, 1977–78

## Thống kê
- Thành tích tốt nhất tại hạng đấu: Xếp thứ 16 tại National League North, mùa giải 2014–15
- Thành tích tốt nhất tại FA Cup: Vòng một các mùa giải 1926–27, 1938–39, 1966–67, 1967–68, 1977–78, 2009–10
- Thành tích tốt nhất tại FA Trophy: Vòng hai mùa giải 1971–72
- Thành tích tốt nhất tại FA Vase: Á quân mùa giải 2007–08
- Kỷ lục khán giả đến sân: 5,000 người trong trận đấu với Watford, vòng một FA Cup mùa giải 1967[1]